# غيفورغ بتروسيان
غيفورغ بتروسيان (10 ديسمبر 1985 بيريفان في أرمينيا - ) هو ملاكم تايلندي وملاكم كيك بوكسينغ وملاكم أرمني.